# Miss Beleza Internacional 2014
Miss Beleza Internacional 2014 foi a 54ª edição do tradicional concurso de beleza de Miss Beleza Internacional, realizado no Grand Prince Hotel Takanawa, no Japão em 11 de Novembro do mesmo ano. O certame têm a frente a organização do Governo de Turismo e Cultura do Japão. A vencedora promove a paz entre as nações e passa um ano entre viagens internacionais divulgando também o próprio concurso.
O evento teve a participação de 73 candidatas de todas as partes do mundo. A vencedora foi coroada pela vitoriosa do ano passado, a filipina Bea Rose Santiago. Diferentemente de outras edições, esta abrangeu apenas dez misses, isto é, apenas dez se classificaram-se para a noite final da competição. Sem canal de televisão para a transmissão, o concurso foi televisionado pelo seu site oficial.

## Resultados

### Colocações
| Posição                 | País e Candidata |
| Vencedora               | - Porto Rico - Valerie Hernández |
| 2º. Lugar               | - Colômbia - Zuleika Suárez |
| 3º. Lugar               | - Tailândia - Punika Kulsoontornrut |
| 4º. Lugar               | - Reino Unido - Victoria Tooby |
| 5º. Lugar               | - Finlândia - Milla Romppanen |
| (TOP 10) Semifinalistas | - Argentina - Josefina Herrero - Brasil - Deise Benício - Indonésia - Elfin Rappa - México - Vianey del Rosario - Panamá - Aileen Bernal |

### Prêmios Especiais
O concurso distribuiu os seguintes prêmios este ano: 
| Prêmio               | País e Candidata             |
| Miss Internet        | - Índia - Jhataleka Malhotra |
| Miss Simpatia        | - Colômbia - Zuleika Suárez  |
| Melhor Corpo         | - França - Aurianne Sinacola |
| Melhor Traje de Gala | - Colômbia - Zuleika Suárez  |
| Melhor Traje Típico  | - Indonésia - Elfin Rappa    |

### Ordem dos Anúncios

#### Top 10
1. Tailândia
2. Reino Unido
3. Finlândia
4. Brasil
5. Colômbia
6. México
7. Panamá
8. Indonésia
9. Argentina
10. Porto Rico

## Agenda
Durante os dias que antecedem a final do evento, as misses cumprem uma agenda de atividades, como: 
| Data      | Evento                                                                                       | Local                         |
| --------- | -------------------------------------------------------------------------------------------- | ----------------------------- |
| Out 25-26 | Candidatas de todas as partes do mundo aterrissam em Tóquio para a disputa.                  | Grand Prince Hotel            |
| Out 27    | Palestra de orientação às candidatas e Festa de Boas Vindas à noite.                         | Grand Prince Hotel            |
| Out 28    | As aspirantes participam da Cerimônia do Chá.                                                | Tóquio                        |
| Out 29    | Dia reservado para visita à Shibuya. À noite uma festa Vip.                                  | Shibuya                       |
| Out 30    | Candidatas praticam dança tradicional japonesa e comem Sushi.                                | Aoi Ryu School e Sushi Zanmai |
| Out 31    | Dia reservado para turismo na cidade de Kawagoe.                                             | Prefeitura de Saitama         |
| Nov 01    | Candidatas visitam Nihonbashi.                                                               | Nihonbashi                    |
| Nov 02    | As misses participam do Food Party na área Marunouchi de Tóquio.                             | Marunouchi                    |
| Nov 03    | Candidatas participam do Fórum do Miss Internacional, dissertando cada uma sobre um tema.    | Universidade Showa            |
| Nov 04    | Coletiva de Imprensa à tarde e candidatas assistem a final do Miss Japão Internacional 2015. | Laforet Museum                |
| Nov 05    | As misses participam de uma aula de arranjo de flores. Atividade de patrocinador.            | Escola Ikenobō                |
| Nov 06    | Visita programada do patrocinador Aesthetic Care à clínica estética Miss Paris.              | Chuo-ku                       |
| Nov 07    | Festa Vip #2 para as candidatas à noite.                                                     | Tóquio                        |
| Nov 08    | Misses participam do Kimono Fashion Show.                                                    | Kyoto                         |
| Nov 09    | Candidatas visitam ao Festival da Universidade de Showa.                                     | Universidade de Showa         |
| Nov 10    | Dia reservado para ensaios gerais das candidatas.                                            | Grand Prince Hotel            |
| Nov 11    | Final do concurso e coroação da nova detentora do título.                                    | Grand Prince Hotel            |

## Candidatas
Disputaram o título este ano: 
| - Alemanha - Katharina Rodin - Argentina - Josefina Herrero - Armênia - Shushanik Yeritsyan - Aruba - Francis Massiel - Austrália - Bridgette-Rose Taylor - Bélgica - Gonul Meral - Bielorrússia - Natallia Bryshten - Bolívia - Joselyn Toro - Brasil - Deise Benício - Canadá - Kesiah Papasin - Chile - Tania Dahuabe - China - Lisi Wei - Colômbia - Zuleika Suárez - Coreia do Sul - Lee Seo-bin - Cuba - Adisleydi Alonso - Curaçao - Chimay Ramos - Egito - Perihan Fateen - El Salvador - Idubina Rivas - Equador - Carla Prado - Eslováquia - Lucia Semankova - Espanha - Rocío Tormo - Estados Unidos - Samantha Brooks - Estônia - Birgit Konsin - Filipinas - Bianca Guidotti - Finlândia - Milla Romppanen | - França - Aurianne Sinacola - Gabão - Maggaly Nguema - Geórgia - Inga Tsaturiani - Gibraltar - Kristy Torres - Guatemala - Claudia Morales - Guiana - Gabriella Boyer - Haiti - Christine Desirt - Holanda - Shauny Built - Honduras - Mónica Brocato - Hong Kong - Yim Kuen Ho - Hungria - Dalma Kármán - Índia - Jhataleka Malhotra - Indonésia - Elfin Rappa - Israel - Shani Hazan - Itália - Giulia Brazzarola - Japão - Rira Hongo - Líbano - Lia Saad - Macau - Hio Man Chan - Malásia - Burit Jayarubini - Maurícia - Shiksha Matabadul - México - Vianey del Rosario - Mongólia - Bayartsetseg Altangerel - Myanmar - May Bayani Thaw - Nepal - Soni Raj Bhandari | - Nicarágua - Jeimmy Garcia - Noruega - Thea Cecilie Nordal - Nova Zelândia - Rachel Harradence - Panamá - Aileen Bernal - Paraguai - Jéssica Servín - Peru - Fiorella Peirano - Polônia - Żaneta Płudowska - Portugal - Rafaela Pardete - Porto Rico - Valerie Hernandez - Reino Unido - Victoria Tooby - República Dominicana - Bárbara Santana - Romênia - Anca Neculaiasa - Rússia - Alina Rekko - Sérvia - Lidija Kocić - Singapura - Vannesa Sim - Sri Lanka - Tamara Makalanda - Suécia - Moa Sandberg - Tailândia - Punika Kulsoontornrut - Taipé Chinesa - Yang Yuyao - Turquia - Hilal Yabuz - Ucrânia - Iana Ravlikovska - Venezuela - Michelle Bertolini - Vietnã - Đặng Thu Thảo - Zâmbia - Mercy Mukwiza |

## Histórico

### Desistências
- África do Sul - Roxzelle Rheeder[11]

- Costa Rica - Melania González

- Dinamarca - Emilie Egebjerg[12]

- Guadalupe - Zeina Mazepas